# 馬光
馬光（ばこう、生没年不詳）とは、江戸時代の浮世絵師。

## 来歴
師系・経歴不明。馬光と称す。作画期は寛政頃とされ、西村屋与八版の大判錦絵「おたふく図」の1点が作として知られるのみである。